# Philipp Hartwich
 (août 2023).
Philipp Hartwich (né le 11 septembre 1995 à Cologne) est un basketeur allemand.

## Carrière
Sa mère est une ancienne basketteuse de Bundesliga, son père était également professionnel. Hartwich joue d'abord au handball, il commence à jouer au basket au niveau du club avec les RheinStars Köln lorsqu'il a seize ans et est immédiatement promu dans l'équipe des moins de 19 ans. Avec l'équipe masculine de Cologne, il devient champion de la deuxième ligue régionale en 2014.
En 2014, il part aux États-Unis, entre à l'université de Portland pour les sciences de l'information et de la communication et deivent membre de l'équipe de basket-ball de l'université. Alors que Hartwich garde un profil bas en attaque, il est un pilier de la défense de Portland, établissant un nouveau sommet pour l'équipe universitaire avec un total de 160 lancers bloqués au cours de ses quatre années à l'université. Hartwich apparaît dans 117 matchs pour Portland, avec une moyenne de 2,5 points, 4,4 rebonds et 1,4 blocs par match. Sa meilleure année statistiquement est la dernière saison de 2017-2018, au cours de laquelle il commence les 32 matchs et enregistre des moyennes de 5,3 points, 7,9 rebonds et 2,3 contres par match.
Il signe son premier contrat en tant que basketteur professionnel à l'été 2018 avec le club espagnol de deuxième division Club Baloncesto Peñas Huesca. Au cours de sa première année en tant que professionnel, Hartwich joue 34 matchs en LEB et marque en moyenne 5,3 points et 5,2 rebonds par match. À l'été 2019, il change de club au sein de la ligue et rejoint le Club Melilla Baloncesto. En 24 matchs cette saison pour Melilla, il marque en moyenne 6,2 points, 6,7 rebonds et 1,7 blocs.
Pendant l'été 2020, il rejoint la Basketball-Bundesliga et le Mitteldeutscher Basketball Club. Il joue 33 matchs de Bundesliga et marque 4,2 points et 3,5 rebonds par match. En juin 2021, il signe pour un autre club de Bundesliga, le BG 74 Göttingen. Après un an, Hartwich va dans un troisième club de Bundesliga, le s.Oliver Wurtzbourg.
Hartwich est appelé en mai 2018 dans l'équipe d'Allemagne A2 et en juin dans l'équipe première pour la première fois.

## Source
- (de) Cet article est partiellement ou en totalité issu de l’article de Wikipédia en allemand intitulé « Philipp Hartwich » (voir la liste des auteurs).